# Salix fargesii
Espèce
Classification APG III (2009)
Salix fargesii, le saule de Farges, est une espèce de plantes à fleurs de la famille des Salicaceae. C'est un saule natif de Chine. Il tient son nom de Paul Farges, missionnaire et botaniste français envoyé dans le nord de la Chine.

## Description

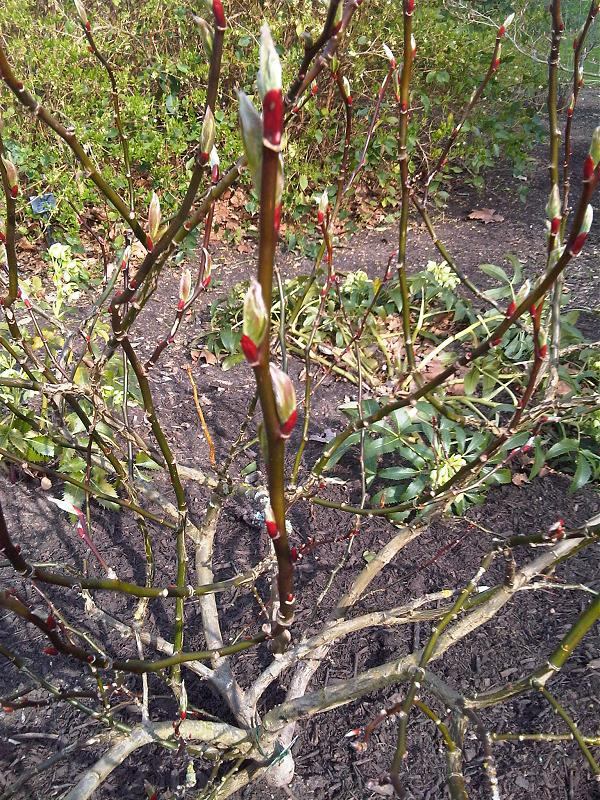
Rameau et bourgeons.

Le saule de Farges est un buisson qui pousse lentement. Son débourrement coloré de rouge, ses grandes feuilles brillantes, ses longs chatons dressés et ses bourgeons rouges en hiver constituent ses attraits.
Il possède des rameaux vigoureux de couleur brun rouge, s'étalant facilement.
Ses feuilles sont caduques, alternes, simples, oblongues, finement dentées, soyeuses dessous, longues de 15 à 20 cm.
Les fleurs apparaissent en chatons dressés, au printemps, en même temps les feuilles. Les chatons mâles mesurent de 8 à 12 cm de long, les chatons femelles de 10 à 20 cm. Les fleurs de chaque sexe sont séparés sur des sujets différents.
Le fruit est une capsule qui libère des akènes entourées de coton, dispersées par le vent.
L'espèce a besoin de lumière et de soleil et demande un sol frais et humifère.
Elle résiste parfaitement aux températures les plus froides mais est très sensible aux gelées tardives qui peuvent l'endommager.

## Répartition et habitat
Salix fargesii est originaire des provinces du Sichuan, de Gansu, de l'ouest de l'Hubei et du Shaanxi à une altitude comprise entre 1 400 et 1 600 mètres.